# تنیس روی میز در بازی‌های آسیایی ۲۰۱۸
تنیس روی میز یکی از ورزش‌های بازی‌های آسیایی ۲۰۱۸ است که از ۲۶ اوت تا ۱ سپتامبر ۲۰۱۸ برگزار شده است.
این مسابقات در سه بخش مردان و زنان و مختلط به صورت انفرادی و تیمی در جاکارتا اینترنشیونال اکسپو، جاکارتا، اندونزی انجام شده است.

## مدال‌ها
| رویداد        | طلا                             | نقره                           | برنز                                 |
| انفرادی مردان | فان ژن‌دونگ · چین                | Lin Gaoyuan · چین              | نوشاد عالمیان · ایران                |
| انفرادی مردان | فان ژن‌دونگ · چین                | Lin Gaoyuan · چین              | لی سانگ-سو · کره جنوبی               |
| تیمی مردان    | چین                             | کره جنوبی                      | هند                                  |
| تیمی مردان    | چین                             | کره جنوبی                      | چین تایپه                            |
| انفرادی زنان  | Wang Manyu · چین                | چن منگ · چین                   | Jeon Ji-hee · کره جنوبی              |
| انفرادی زنان  | Wang Manyu · چین                | چن منگ · چین                   | یو منگیو · سنگاپور                   |
| تیمی زنان     | چین                             | کره شمالی                      | هنگ کنگ                              |
| تیمی زنان     | چین                             | کره شمالی                      | کره جنوبی                            |
| تیمی مختلط    | چین · Wang Chuqin · Sun Yingsha | چین · Lin Gaoyuan · Wang Manyu | هنگ کنگ · Ho Kwan Kit · Lee Ho Ching |
| تیمی مختلط    | چین · Wang Chuqin · Sun Yingsha | چین · Lin Gaoyuan · Wang Manyu | هند · شارات کمال · Manika Batra      |

## جدول مدال‌ها
| رتبه  | کشور      | طلا | نقره | برنز | مجموع |
| 1     | چین       | ۵   | ۳    | ۰    | ۸     |
| 2     | کره جنوبی | ۰   | ۱    | ۳    | ۴     |
| 3     | کره شمالی | ۰   | ۱    | ۰    | ۱     |
| 4     | هنگ کنگ   | ۰   | ۰    | ۲    | ۲     |
| 4     | هند       | ۰   | ۰    | ۲    | ۲     |
| 6     | چین تایپه | ۰   | ۰    | ۱    | ۱     |
| 6     | ایران     | ۰   | ۰    | ۱    | ۱     |
| 6     | سنگاپور   | ۰   | ۰    | ۱    | ۱     |
| مجموع | مجموع     | ۵   | ۵    | ۱۰   | ۲۰    |

## کشورهای شرکت کننده
| - چین (۱۰) - هنگ کنگ (۱۰) - هند (۱۰) - اندونزی (۱۰) - ایران (۸) - ژاپن (۸) - قرقیزستان (۳) | - لائوس (۵) - لبنان (۲) - ماکائو (۱۰) - مالزی (۸) - مالدیو (۸) - مغولستان (۹) - نپال (۶) | - کره شمالی (۱۰) - پاکستان (۶) - فیلیپین (۱) - قطر (۷) - عربستان سعودی (۴) - سنگاپور (۶) - کره جنوبی (۱۰) | - سری‌لانکا (۴) - چین تایپه (۱۰) - تاجیکستان (۱) - تایلند (۱۰) - امارات متحده عربی (۳) - ویتنام (۹) - یمن (۵) |